# David Gross
David Jonathan Gross (Washington D.C., 19 februari 1941) is een Amerikaans natuurkundige die in 2004 de Nobelprijs voor Natuurkunde kreeg samen met David Politzer en Frank Wilczek "voor hun ontdekking van asymptotische vrijheid in de theorie van de sterke wisselwerking."

## Biografie
Gross is de oudste van de vier zonen van Betram Myron Gross (1912-1998), federaal ambtenaar, en Nora Faine Gross. Hij verkreeg zijn bachelor- en mastergraad aan de Hebreeuwse Universiteit van Jeruzalem. Vervolgens ging hij naar de Universiteit van Californië - Berkeley, waar hij in 1966 promoveerde bij Geoffrey Chew op een proefschrift over de S-matrixtheorie van de elementaire deeltjesfysica.
Hij was Junior Fellow aan de Harvard-universiteit en tot 1997 hoogleraar bij de Princeton-universiteit. Momenteel is hij hoogleraar in de theoretische natuurkunde aan de Universiteit van Californië - Santa Barbara.
Voortbouwend op het historische werk van Paul Dirac, Richard Feynman en Gerard 't Hooft ontdekte hij , samen met zijn promovendus Frank Wilczek, in 1973 dat de kleurtheorie van de sterke kracht een speciale eigenschap heeft: de asymptotische vrijheid. Hoe dichter quarks bij elkaar komen, hoe zwakker de sterke wisselwerking (of kleurlading) wordt; wanneer twee quarks elkaar extreem naderen is de wisselwerking tussen quarks en gluonen zó zwak dat ze zich bijna gedragen als vrije deeltjes. Asymptotische vrijheid, onafhankelijk van Gross en Wilczek ongeveer gelijktijdig ontdekt door Politzer, was belangrijk voor de ontwikkeling van de kwantumchromodynamica (QCD).
In de jaren tachtig verlegde Gross zijn interesse naar de snaartheorie, die hij rond 1970 in samenwerking met John Schwarz en André Neveu had bedacht. Samen met Jeff Horvey, Emil Martinec en Ryan Rohm ontwikkelde Gross de heterotische snaartheorie, een van de vijf supersnaartheorieën. Gross werd, naast de Nobelprijs, ook onderscheiden met de Diracmedaille (1988) van het ICTP en de Harvey-medaille (2000). In de zomer van 2014 was Gross verbonden aan de Universiteit Leiden als buitengewoon hoogleraar van de Lorentz-leerstoel.